# Falköpings landsförsamling
Falköpings landsförsamling var en församling i Skara stift och i Falköpings kommun. Församlingen uppgick 1983 i Falköpings församling.

## Administrativ historik
Församlingen har medeltida ursprung under namnet Agnestads församling. Omkring 1600 överfördes områden från Falköpings församling (som då samtidigt namnändrades till Falköpings stadsförsamling) och denna församling fick då namnet Falköpings landsförsamling. 
Församlingen var till omkring 1600 annexförsamling i pastoratet Falköping, Agnestad och Luttra som från 1400-talet även omfattade Torbjörntorps församling och Friggeråkers församling. Från omkring 1600 till 1983 annexförsamling i pastoratet Falköpings stadsförsamling, Falköpings landsförsamling, Torbjörntorp, Friggeråker och Luttra. Västra delen av församlingen uppgick 1935 i Falköpings (stads)församling. 1983 uppgick östra delen i Falköpings (stads)församling, som då återfick namnet Falköpings församling.

## Kyrkor
Efter att sockenkyrkan raserats senast 1540 användes stadens kyrka, Sankt Olofs kyrka, som församlingskyrka.